# 高樓風
高樓風，或稱大樓風切效應，是指在大型建筑物周围产生的风。在城市中這些風的風速可以高到構成危害。

## 高層風的影响
高層风造成的危害包括：
- 影響行人（例如會吹倒行人） [1]
- 干擾日常生活（吹倒晾曬衣物、對窗户造成振动等） [1]
- 干擾商业活動（吹散商店前陳列的貨品、導致鐵捲門变形等） [1]
- 干擾交通（導致摩托车和自行车翻覆等） [1]
- 危害房屋（吹散屋顶瓦片、影響屋檐和屋顶等） [1]
- 二次损害（被高層風吹散的雜物再毀壞窗户玻璃等） [1]
- 影響行動不便者（無障礙通道等因强风等原因难以使用） [1]

## 防止或減輕高層风的措施
考慮不同风向的吹襲機率
在設計建筑物時，考虑所在位置的风的狀況 。
考虑建筑物的形状
建筑物面向盛行風的一面減少表面面積和不形成棱角可減少高層風。此外，面向盛行風的一面設置闊廣的基層部分也可以防止附近低矮建築受到高樓風影響。
設置树木和围栏
在很多地方有透過設置树木和围栏的措施来应对高樓风 。雖然把常绿乔木用作防风树可以在一年四季都能發揮效果，但强风可能導致這些樹本生長不良 如果用人工障礙物，除了大型围栏外，还能透過安装多樓的小型圍板和围栏等來達到效果 。

## 用途
在2015 年，有研究探討是否能把高樓風用于风力发电  。

## 另見
- 狹管效應
- 都市峽谷
- 都市規劃